# 검은가시대서양나무쥐
검은가시대서양나무쥐(Phyllomys nigrispinus)는 가시쥐과에 속하는 남아메리카 설치류의 일종이다. 브라질 남동부 지역에서 발견되며, 대서양림 지역의 습윤 활엽수림과 반탈락성 숲에서 서식한다. 나무 위에서 생활하며, 나무의 잎으로 둥지를 만드는 것으로 추정하고 있다. [[핵형]은 2n=52이다.